# Liste des édifices labellisés « Architecture contemporaine remarquable » de la Loire
Cet article recense les édifices labellisés « Architecture contemporaine remarquable » de la Loire, en France.
Le label « Architecture contemporaine remarquable » remplace depuis 2016 l'ancien label « Patrimoine du XXe siècle ». Il ne prend en compte que des édifices de moins de 100 ans à la date de labellisation, et qui ne sont pas protégés comme monuments historiques.
Au début 2024, la Loire compte 15 édifices ainsi labellisés.

## Liste
| Monument                         | Commune                | Adresse                                                                             | Coordonnées                      | Notice     | Date | Illustration               |
| -------------------------------- | ---------------------- | ----------------------------------------------------------------------------------- | -------------------------------- | ---------- | ---- | -------------------------- |
| Station-service Total            | Andrézieux-Bouthéon    | 2 avenue Saint-Étienne                                                              | 45° 31′ 35″ nord, 4° 15′ 36″ est | ACR0000094 | 2007 | Image manquante Téléverser |
| Église Notre-Dame de Cotatay     | Le Chambon-Feugerolles | Rue de la Chapelle Rue Benoît-Frachon                                               | 45° 23′ 52″ nord, 4° 21′ 00″ est | ACR0000095 | 2003 | Image manquante Téléverser |
| Résidence La Chartreuse          | Feurs                  | Rue Émile-Zola Rue Voltaire                                                         | 45° 44′ 34″ nord, 4° 14′ 03″ est | ACR0000096 | 2003 | Image manquante Téléverser |
| Cité Firminy-Vert                | Firminy                | Rue Saint-Just-Malmont                                                              | 45° 22′ 46″ nord, 4° 17′ 29″ est | ACR0000097 | 2003 | Cité Firminy-Vert          |
| Villa Dugelay                    | Roanne                 | Boulevard de Belgique                                                               | 46° 02′ 44″ nord, 4° 04′ 33″ est | ACR0000098 | 2007 | Image manquante Téléverser |
| Villa du Pouay                   | Saint-Chamond          | Chemin des Combettes                                                                | 45° 29′ 02″ nord, 4° 29′ 24″ est | ACR0000099 | 2003 | Image manquante Téléverser |
| Cité HLM Beaulieu I              | Saint-Étienne          | Rue Le Corbusier Rue Pierre-Blachon                                                 | 45° 25′ 44″ nord, 4° 24′ 33″ est | ACR0000101 | 2003 | Image manquante Téléverser |
| Église Notre-Dame-de-la-Paix     | Saint-Étienne          | Place Louis-Carrier                                                                 | 45° 24′ 34″ nord, 4° 23′ 11″ est | ACR0001787 | 2023 | Image manquante Téléverser |
| Foyer Clairvivre                 | Saint-Étienne          | 14 bis rue de Roubaix                                                               | 45° 26′ 30″ nord, 4° 23′ 42″ est | ACR0000105 | 2003 | Image manquante Téléverser |
| Maison Aluminium                 | Saint-Étienne          | 155 rue Antoine-Durafour                                                            | 45° 25′ 29″ nord, 4° 23′ 46″ est | ACR0000103 | 2012 | Image manquante Téléverser |
| Palais Anatole-France            | Saint-Étienne          | 16-16 bis rue du Général-Leclerc 2 rue du Onze-Novembre 15 15 bis rue Désiré-Claude | 45° 25′ 49″ nord, 4° 23′ 23″ est | ACR0000102 | 2003 | Image manquante Téléverser |
| Quartier Foch                    | Saint-Étienne          | Place Maréchal-Foch                                                                 | 45° 27′ 08″ nord, 4° 22′ 57″ est | ACR0000104 | 2003 | Image manquante Téléverser |
| Salle de spectacle La Coupole    | Saint-Étienne          | Boulevard Jules-Janin                                                               | 45° 27′ 06″ nord, 4° 23′ 33″ est | ACR0000100 | 2003 | Image manquante Téléverser |
| Hôtel de ville                   | Unieux                 | Place Charles-Crouzet                                                               | 45° 23′ 59″ nord, 4° 15′ 42″ est | ACR0000106 | 2003 | Image manquante Téléverser |
| Tour de trempe de l'usine Verdié | Unieux                 | 26 rue Marguerite-Pépier                                                            | 45° 23′ 50″ nord, 4° 17′ 08″ est | ACR0000107 | 2003 | Image manquante Téléverser |